# Elsa Cayat

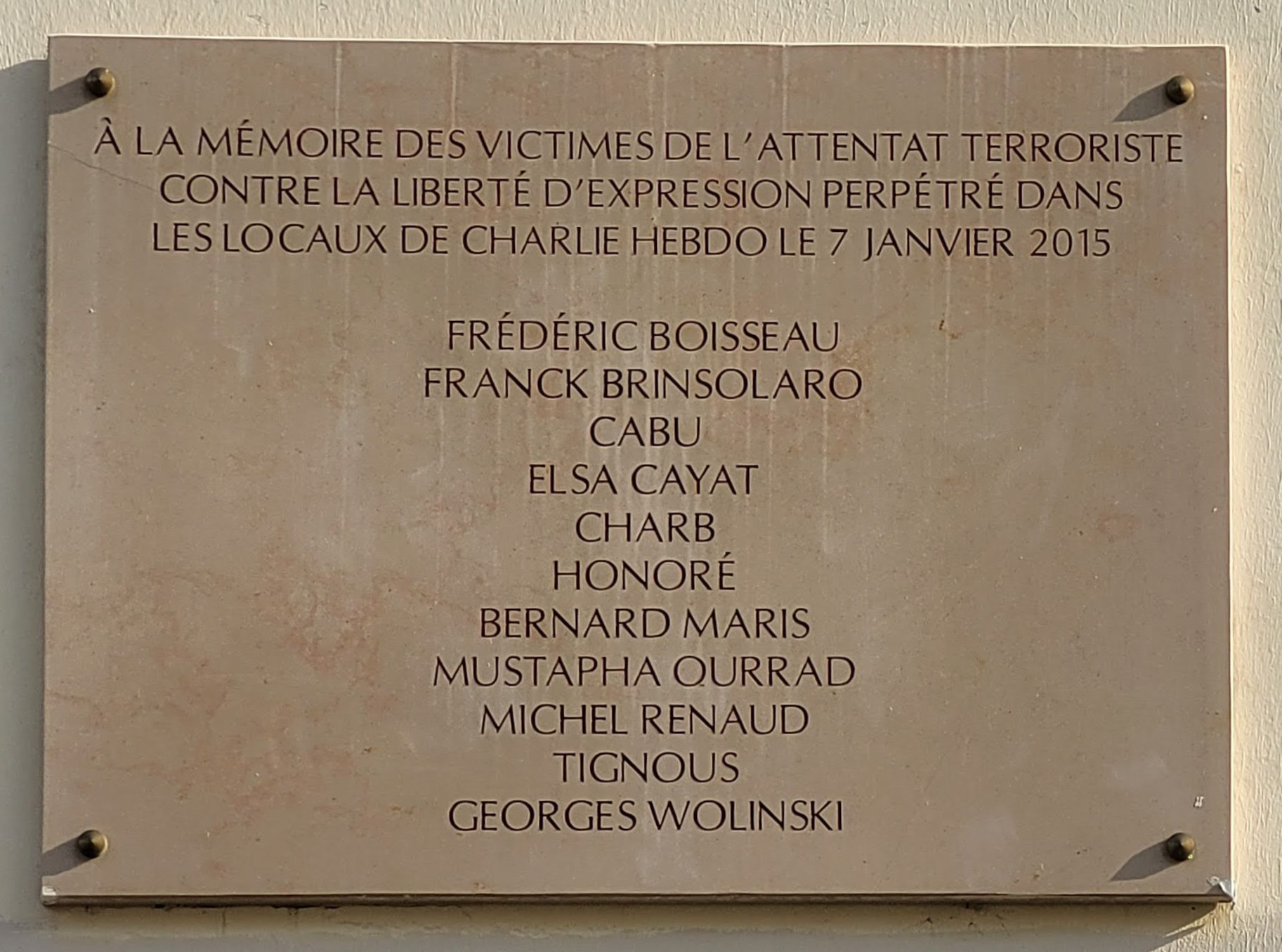
Placa conmemorativa del ataque a Charlie Hebdo donde se lee (entre otros) el nombre de Elsa Cayat.

Elsa Cayat (Sfax, Túnez; 9 de marzo de 1960-París, Francia; 7 de enero de 2015) fue una psiquiatra y psicoanalista francesa. Fue asesinada durante el ataque terrorista a la sede del semanario Charlie Hebdojunto con siete periodistas, un trabajador de mantenimiento, un visitante y dos policías. Elsa colaboraba con el semanario satírico Charlie Hebdo, en donde cada dos semanas producía la crónica «Charlie Divan».
Fue la única mujer que trabajaba en Charlie Hebdo que falleció en el ataque.
También fue una de las dos personas de origen judío asesinadas en el atentado, junto con Georges Wolinski.

## Vida personal
Elsa Cayat nació el 9 de marzo de 1960 en Sfax, Túnez. Su padre, Georges Khayat, era un judío tunecino y gastroenterólogo en ejercicio, mientras que su madre trabajaba en el ámbito legal. Su familia se mudó a Vincennes (un suburbio de París) cuando ella era una niña.
Elsa Cayat fue pareja de Paulus Bolten, un diseñador de calzado, y la pareja tuvo una hija, Hortense.
Cayat tenía 54 años cuando fue asesinada en París, Francia, el 7 de enero de 2015. Fue enterrada en la sección judía del Cementerio de Montparnasse.

## Carrera
Elsa Cayat fue psiquiatra, psicoanalista y columnista.
Se graduó como doctora a los 21 años y más tarde ejerció como psiquiatra y psicoanalista en París. Publicó varios libros relacionados con la psicología. Su primer libro, «Un hombre + una mujer = ¿qué?», fue publicado en 1998. En 2007, publicó su segundo libro, «El deseo y la puta: Las apuestas ocultas de la sexualidad masculina». También contribuyó con capítulos en los libros «Dominar la vida» e «Infancia peligrosa, ¿infancia en peligro?».
Cayat escribía la columna quincenal Charlie Divan (Charlie en el diván) en la revista satírica Charlie Hebdo. Creía que, a través de su columna, podía ayudar a las personas a encontrar significado en su vida personal y en sus dificultades emocionales.

## Muerte
Aproximadamente un mes antes del ataque, Elsa Cayat había recibido amenazas telefónicas relacionadas con su religión y su trabajo en Charlie Hebdo. Sin embargo, continuó escribiendo su columna tras las amenazas, descartándolas como «basura verbal». Un paciente de Cayat afirmó: «Ella no temía nada»
Debido a la publicación de caricaturas sobre el Profeta Mahoma, la revista satírica Charlie Hebdo se había convertido en un objetivo para los terroristas islámicos. El 7 de enero de 2015, los hermanos Saïd Kouachi, de 34 años, y Chérif Kouachi, de 32, irrumpieron enmascarados en la oficina de Charlie Hebdo y abrieron fuego. Se cree que los atacantes formaban parte de una red yihadista iraquí.
Los dos hombres entraron en una reunión editorial y asesinaron a Elsa Cayat junto con varias otras personas. Utilizaron rifles automáticos y mataron a un total de doce personas. Tras ejecutar a quienes estaban en su lista, gritaron:
«¡Hemos matado a Charlie Hebdo! ¡Hemos vengado al Profeta Mahoma!».
Charlie Hebdo estaba bajo amenaza debido a la publicación de una serie de caricaturas sobre Mahoma. Además, poco antes del atentado, la revista había tuiteado una caricatura del líder del ISIS, Abu Bakr al-Baghdadi.
El gobierno francés intentó que Charlie Hebdo se contuviera en la publicación de algunas caricaturas, pero la revista continuó publicándolas en defensa de la libertad de expresión.

## Obra

### Libros
- 1998: "Un Homme + Une Femme = Quoi?", Paris, Jacques Grancher ISBN 2-7339-0605-4.
- 2007: "Le Désir et La Putain : les enjeux cachés de la sexualité masculine", Con Antonio Fischetti ISBN 2-226-17927-5.
- 2015: "La Capacité de s'aimer", Paris, Payot ISBN 2228913332.

### Artículos
- Enfance dangereuse, enfance en danger ? / « En quoi la fétichisation de la science par la technocratie aboutit-elle à la négation de l'homme et à l'éradication de la pensée ? », revue de psychosociologie 'ERES', enero de 2007, p. 189-202, ISBN 978-2-7492-0761-2
- « L'écart entre le Droit et la loi » : La maîtrise de la vie, revue de psychosociologie 'ERES', marzo de 2012, p. 235-250, ISBN 978-2-7492-1569-3